# Laguna Escondida de Baltinache
El complejo de Laguna Escondida de Baltinache es un conjunto de 7 pozas o pequeñas lagunas, donde su extensión depende básicamente de las lluvias, con un promedio de 5 metros de diámetro, según los lugareños la más profunda alcanzaría los 6 m.

## Ubicación
Se encuentran a pocos kilómetros de San Pedro de Atacama, (Antofagasta -Chile). Sobre la ruta que une esta localidad con la ciudad de Calama, donde se encuentra un desvío (de unos 45 km) sin asfaltar pero bien señalizado, que conduce a ellas pasando por el llano de la Paciencia.
Como se encuentran en un salar ubicado a los pies de la cordillera de la Sal y flanqueado por la cordillera de Domeyko, su salinidad es muy alta (aunque variable por las precipitaciones) una estimación refleja cerca de 220 gr/l.

## Origen
El origen del salar se remonta al cretácico, cuando el surgimiento de la Cordillera de los Andes atrapó brazos marinos que se desecaron debido a la evaporación y las escasas precipitaciones. 

## Protección y uso
De las 7 lagunas o pozas la primera y la última, están habilitadas ,(con restricciones) para el público, mientras que las otras cinco se encuentran protegidas. Y gracias a eso conservan su particular belleza.

## Vida
En una de ellas (la última) se han encontrado formaciones rojizas gelatinosas compatibles con bacterias extremofilas aún sin confirmar (Méndez H. F. comunicación.pers.)

## Galería

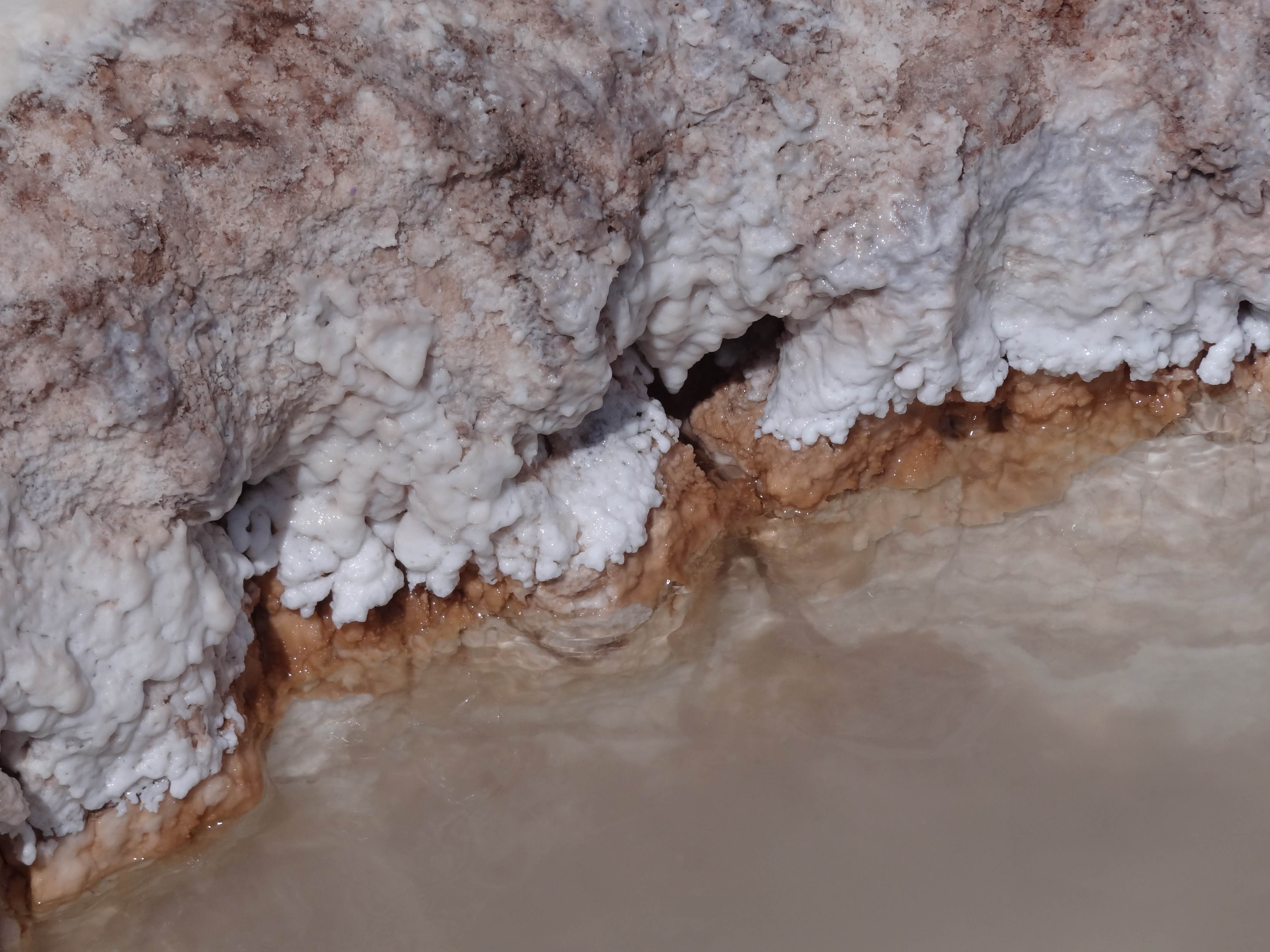
Existen evidencias sobre posibles bacterias extremófilas.
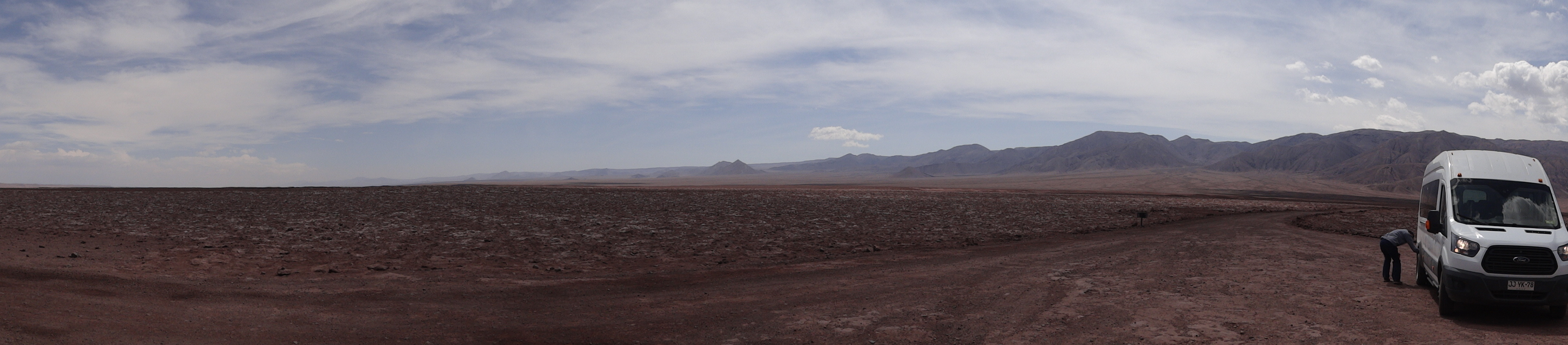
Vista del salar de Baltinache.
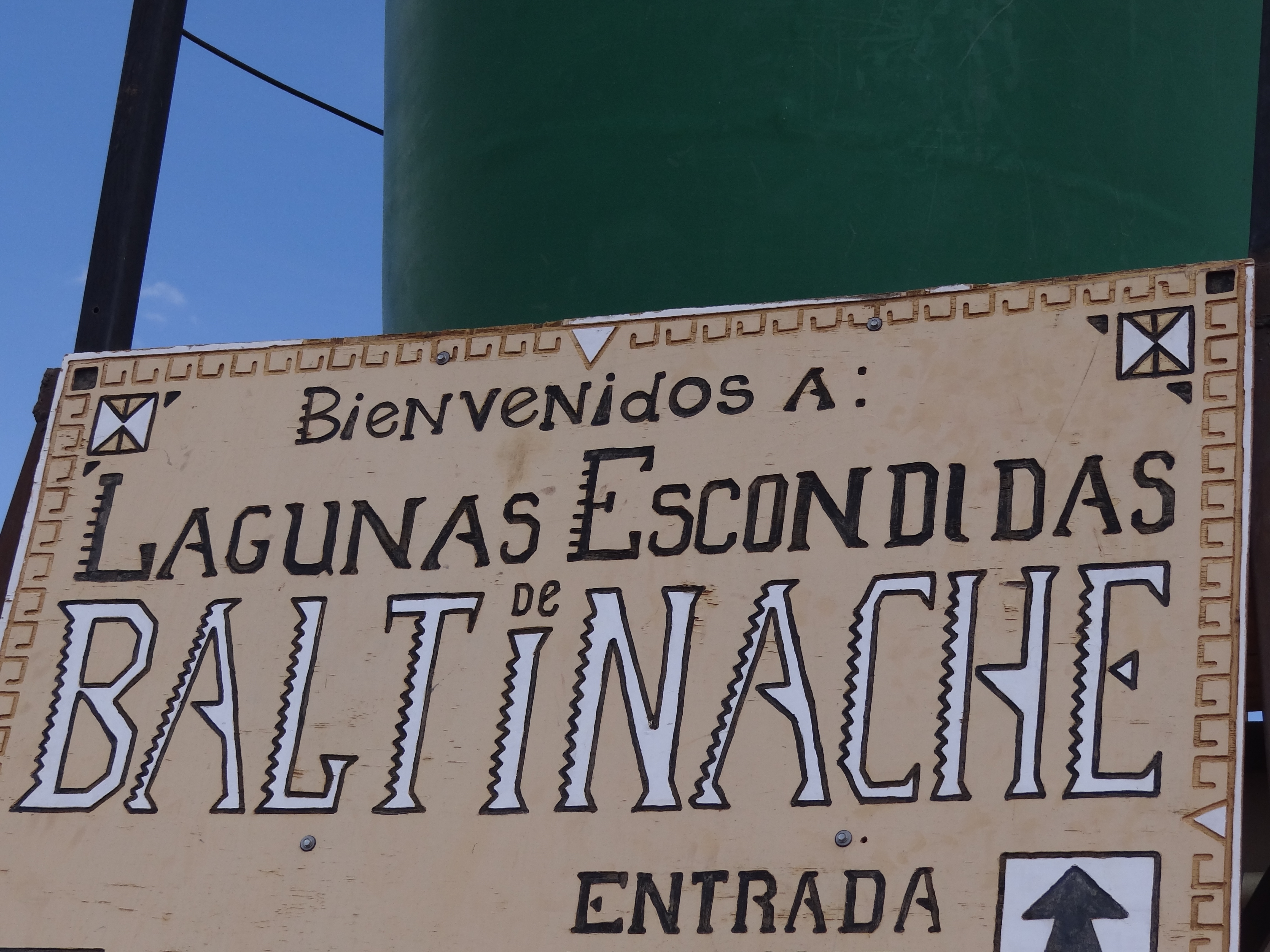
Entrada al Complejo.

- Datos: Q63416919
- Multimedia: Laguna Escondida de Baltinache / Q63416919